# Comitatul Steuben, Indiana
Comitatul Steuben , conform originalului din limba engleză, Steuben County (codul său FIPS este 18 - 151 Arhivat în 6 august 2011, la Wayback Machine.), este unul din cele 93 de comitate ale statului american Indiana. Sediul comitatului este localitatea Angola.
Situat în partea nord-estică a statului Indiana, Steuben County se învecinează cu două comitate din statul Michigan, comitatele Branch (la nord) și Hillsdale (la nord-est), respectiv cu comitatul Williams din statul Ohio (la est).
Cea mai mare distanță în linie dreaptă care poate fi acoperită, fiind doar în statul Indiana, unește comitatele Steuben (din extrema nord-estică a statului) și comitatul Posey (aflat în extrema sud-vestică a statului). Comitatul este împărțit în 12 districte civile (conform originalului, civil townships), care furnizează servcii locale pentru rezidenți.

## Istoric
Comitatul Steuben a fost creat oficial în 1837 din comitatul de atunci LaGrange, fiind numit după baronul și generalul prusac Frederick von Steuben, organizatorul armatei americane, Continental Army, din timpul Războiului de Independență al Statelor Unite ale Americii și, ulterior, șeful Statului Major al Armatei Americane sub comanda lui George Washington.

## Geografie
Conform datelor furnizate de United States Census Bureau, la data recensământului din anul 2010, suprafață totală a comitatului era de 834,84 km2 (ori 322.47 sqmi), dintre care 799,81 km3 (sau 308.94 sqmi, adică 95.81%) este uscat iar restul de 35,03 km2 (sau 13.53 sqmi, adică 4.19%) este apă.

### Comitate adiacente
- Comitatul Branch, statul  Michigan—nord
- Comitatul Hillsdale, statul Michigan—nord-est
- Comitatul Williams, statul  Ohio—est
- Comitatul DeKalb—sud
- Comitatul Noble—sud-vest
- Comitatul LaGrange—vest

### Orașe și târguri (Cities și towns)
- Angola
- Ashley
- Clear Lake
- Fremont
- Hamilton
- Hudson
- Orland

### Localități neîncorporate (Unincorporated towns)
- Helmer
- Metz
- Pleasant Lake
- Steubenville

### Districte civile (Townships)
- Clear Lake
- Fremont
- Jackson
- Jamestown
- Millgrove
- Otsego
- Pleasant
- Richland
- Salem
- Scott
- Steuben
- York

### Drumuri importante
- Indiana Toll Road (Interstate 80 and Interstate 90)
- Interstate 69
- U.S. Route 20
- Indiana State Road 1
- Indiana State Road 120
- Indiana State Road 127
- Indiana State Road 327
- Indiana State Road 427
- Indiana State Road 827

## Demografie
|  | Graficele sunt indisponibile din cauza unor probleme tehnice. Mai multe informații se găsesc la Phabricator și la wiki-ul MediaWiki. |

Date: Wikidata - grafică realizată de Wikipedia